# Pogonik
Pogonik – wieś w Słowenii, w gminie Litija. W 2018 roku liczyła 7 mieszkańców.